# 新潟製粉
新潟製粉株式会社（にいがたせいふん）は新潟県胎内市に所在する製粉企業。第三セクターとして県や市からも出資を受けている。

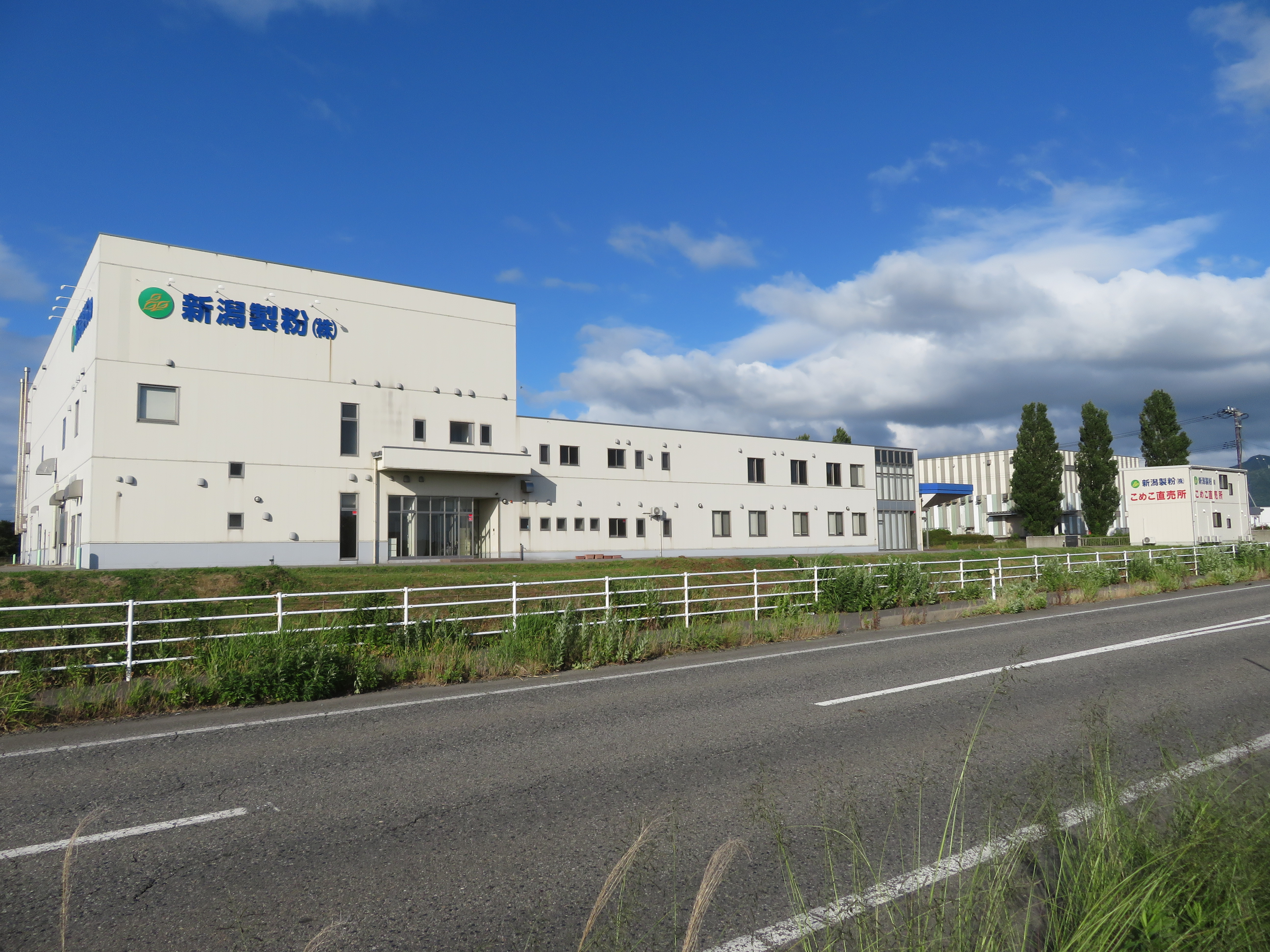
第二工場

主に米粉の生産と、加工を行っている。主に業務用の米粉を生産していたが、近年の過剰米問題や食料自給率低下を受けて、家庭用の製品も生産するようになった。
新潟県が開発した独自の米の加工方法によって米粉の生産大手になっており4億円を超える売り上げを出している。

## 沿革
- 1998年（平成10年） - 黒川村などが出資する第三セクターとして設立[4]。

## 主な製品
- 家庭用・業務用米粉

## 註
1. 1 2  “新潟製粉株式会社第2工場「米粉処理加工施設」を視察　岡田幹事長”.   民主党 (2010年12月14日). 2011年2月6日閲覧。
2. ↑  “家庭向け米粉の商品化 ［新潟県・胎内市］”.   北陸農政局. 2011年2月6日閲覧。
3. ↑  “小麦粉よりきれいな「特級コメ粉」の秘訣…新潟製粉工場”.   中央日報 (2009年12月2日). 2011年2月6日閲覧。
4. ↑  “新潟・黒川村、コメ製粉工場を建設、月内に運営会社―コメ消費拡大狙う。”. 日本経済新聞. (1998年7月8日). p. 22 地方経済面 新潟